# 梅赛德斯-奔驰V级
梅赛德斯-奔驰唯雅诺（Mercedes-Benz Viano）是由梅赛德斯-奔驰开发的一款多功能休旅车，是以同廠輕型廂型車唯托发展而来。第一代於1996年面世，至2004年推出第二代。在大部份市場，6至8座設計為基本佈局，提供後輪或者四輪驅動兩種選擇，引擎方面亦有4種選擇。

## 图集

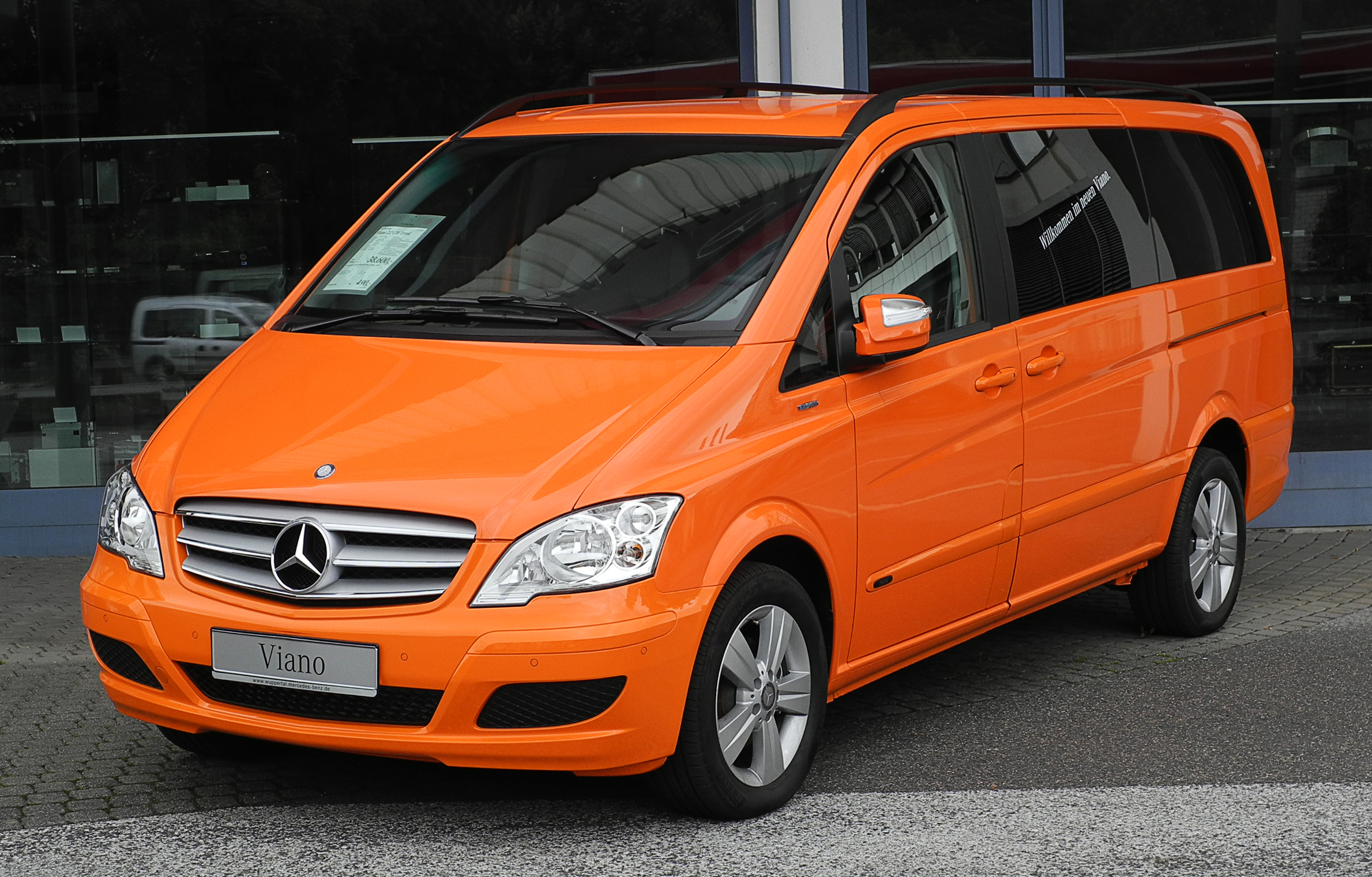
2010年型梅赛德斯-奔驰唯雅诺
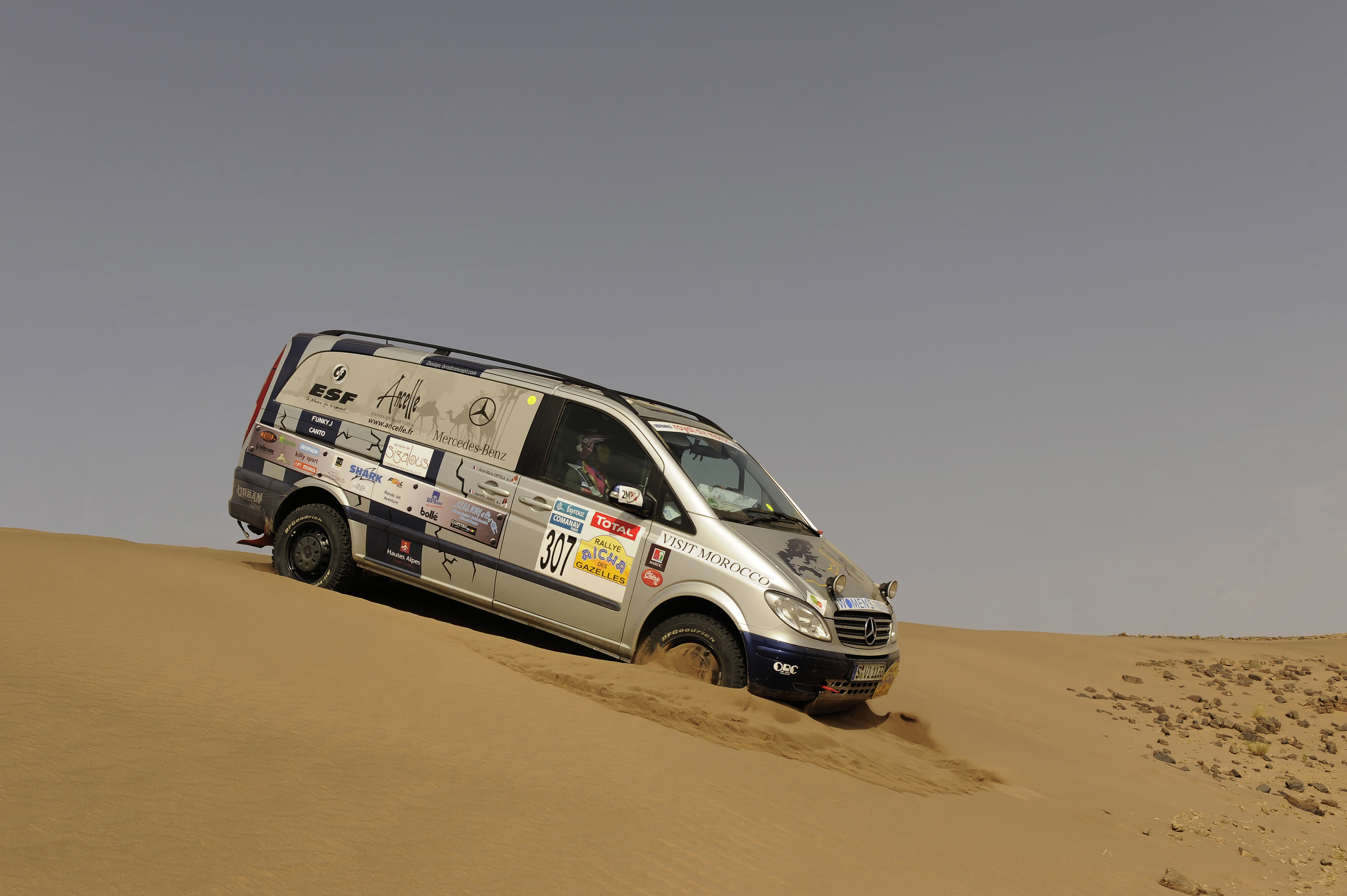
唯雅诺在沙丘上飛馳

## 賽車運動
- 2006年，達喀爾拉力賽梅赛德斯-奔驰 Kiwipower隊的服務車。
- 2009年，摩洛哥精英女子汽车拉力赛（Rallye Aicha des Gazelles）運動型多用途車組別第19名。